# Lada Golf
LADA Golf — семейство российских электромобилей, выпущенных единичными экземплярами. Разработаны для эксплуатации на спортивных площадках и парковых зонах.

## ВАЗ-1004
Первая модификация семейства Лада Гольф, работа над которой началась в 1999 году. Это были открытые переднеприводные четырёхместные электромобили. Тяговый электродвигатель и электропривод, передняя подвеска и рулевое управление были использованы от ВАЗ-1111Э. На борту были установлены свинцовые аккумуляторные батареи ёмкостью 120 А•ч. Максимальная скорость составляла 24 км/ч, запас хода до 40 км.

## ВАЗ-1002
Дальнейшее развитие линейки — двухместная грузопассажирская модификация. После испытаний первых образцов ВАЗ-1004 на пересечённой местности обнаружилась недостаточность сцепления передней оси из-за её недозагруженности при движении по мокрой траве на крутых подъёмах. Поэтому следующие образцы были сделаны заднеприводными, при этом других конструктивных отличий не было. Всего было изготовлено 3 экземпляра ВАЗ-1002, которые были переданы заказчику — московскому гольф-клубу.

## ВАЗ-1004Т

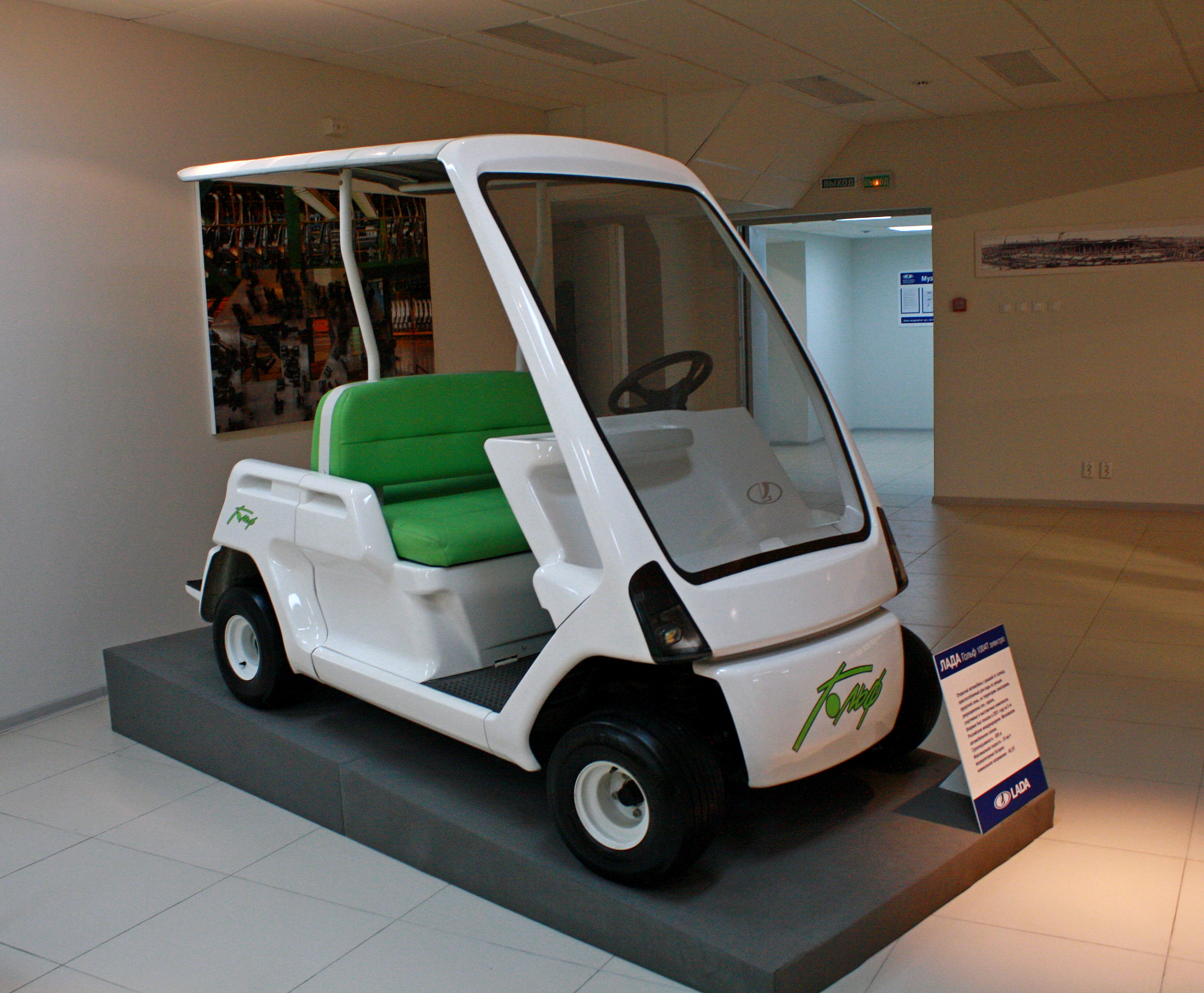
Лада Гольф 1004Т

В 2001 году была разработана модификация четырёхместного электромобиля Лада Гольф с крышей. Она была представлена в том же году на Московском автосалоне.
- Дальнейшее развитие идеи гольф-каров АвтоВАЗ воплотил в концепте Лада Рикша.

## Источник
- Мирзоев Г.К., Казаров А.П. Разработка электромобилей ОАО «Автоваз». «Журнал Автомобильных Инженеров» (2014). Дата обращения: 23 февраля 2015.